# 카 쇼

카 쇼(Kà Show)는 미국 라스베이거스의 MGM 그랜드 호텔에서 공연하는 쇼로, 태양의 서커스의 Robert Lepage 감독이 만들어 2005년 2월에 개장하였다. 극장과 무대 건설 비용으로
미화 2억 2천만 달러가 들었다. 공연장에는 1,960개의 객석이 있으며, 오후 7시와 9시 30분에 두 차례 공연을 한다.
태양의 서커스에서 만든 쇼들은 (오 쇼, 미스테르, 주마니티 등) 대부분이 추상적인 내용을 소재로 하므로 내용 없이 단지 눈으로만 즐기는 쇼인 데에 반하여, 카 쇼는 이러한 틀에서 벗어나 1시간 30분 동안 권선징악을 소재로 하여 공연한다. 특히 카 쇼를 펼치는 무대는 웅장함과 거대한 규모 그리고 섬세한 움직임으로 2008년 테마 엔터테인먼트 협회로부터 위대한 기술의 성과라는 상을 수여받기도 하였다.